# Doble Bragado de 2016
La 81.ª edición de la Doble Bragado se disputó desde el 30 de enero hasta el 7 de febrero de 2016, constó de un prólogo y ocho etapas de las cuales dos estaban divididas en dos subsectores, los cuales uno fue una contrarreloj individual y una contrarreloj por equipos con una distancia total acumulada de 1135,8 kilómetros.
El ganador fue Laureano Rosas del equipo Sindicato de Empleados Públicos de San Juan, que de esta manera obtuvo su tercer triunfo. Fue escoltado en el podio por Leandro Messineo del equipo Nuevos Ferrocarriles Argentinos y Juan Pablo Dotti del equipo Indubike-Colner.

## Ciclistas participantes
Participaron 20 equipos de 6 corredores cada uno con un total de 120 ciclistas, de los cuales 116 eran argentinos tres chilenos y uno ruso. Finalizaron la carrera 97 pedalistas.

#### Equipos
| Tres de Febrero - X Terra | Buenos Aires Ciudad | Cascos Naranjas | C.C. Bragado |
| - 1. Fernando Cuadroz - 2. Jorge Andrés Fidalgo - 3. Pablo Ciancio - 4. Leonel Romero - 5. Pablo González - 6. Juan Martín Boldú                                | - 7. Rubén Bongiorno - 8. Adrián Silvio Gariboldi - 9. Mariano Néstor Gladich - 10. Sergio Omar Fredes - 11. Juan Telmo Fernández - 12. Raúl Turano           | - 13. Walter Pérez - 14. Santiago Espíndola - 15. Claudio Arone - 16. Ezequiel Romero - 17. Leonardo Burgois - 18. Juan Martín Ferrari                   | - 19. Nicolás Milanesi - 20. Juan Pablo Almirón - 21. Maximiliano Barbetti - 22. Matías José Sassone - 23. Enzo Balmaceda - 24. Leandro Mignaco                   |
| Bragado Cicles Club | Oliva Cycles Mercedes | Sindicato Argentino de Televisión | Transporte El Sol 9 de Julio |
| - 25. Luca Solda - 26. Felipe Lezica - 27. Franco Martins - 28. Santiago Carpio - 29. Mariano Rodríguez - 30. Aldo Norberto Expósito                            | - 31. Darío Gustavo Oliva - 32. Emiliano Ojeda - 33. David Alberto Fresnes - 34. Jorge Luis Morales - 35. Francisco Ignacio Dal Santo - 36. Pablo Uriel Gener | - 37. Mauro Andrés Agostini - 38. Juan Javier Melivilo - 39. Marcos Crespo - 40. Facundo Lezica - 41. Guillermo Brunetta - 42. Facundo Olaf Crisafulli   | - 43. David Martínez - 44. Luis Martínez - 45. Gastón Eduardo Martínez - 46. Hugo Ángel Velázquez - 47. José María Barrachina - 48. Braian Rosada                 |
| Italomat–Dogo | SEP San Juan | Asociación Regional La Plata – Giant | JEA Construcciones - Pergamino |
| - 49. Sebastián Martin Trillini - 50. Martín Hernández - 51. Cristian León - 52. Miguel Ángel Montes - 53. Said Alexis Mansur - 54. Sergio González             | - 55. Darío Raúl Díaz - 56. Elías Damián Pereyra - 57. Andrei Sartasov - 58. Lionel Biondo - 59. Emiliano Ibarra - 60. Laureano Rosas                         | - 61. Mariano Ariel Taddeo - 62. Edgardo Almirón - 63. Diego Javier Langoni - 64. Martín Ercila - 65. Fernando Cruz Robledo - 66. Germán Ezequiel Broggi | - 67. Carlos Facundo Bagna - 68. Federico Andrés Ojeda - 69. Emanuel Eduardo López - 70. Lucio Nahuel Bagna - 71. Fernando Darío Cairo - 72. Leonardo Ariel López |
| Nuevos Ferrocarriles Argentinos | Shania Competición – Leopard | Indubike – Colner | Los Matanceros |
| - 73. José Fernando Antogna - 74. Aníbal Andrés Borrajo - 75. Alejandro Borrajo - 76. Cristian Omar Clavero - 77. Leandro Carlos Messineo - 78. Gabriel Richard | - 79. Lucas Lopardo - 80. José Luis Rivera - 81. Cristopher Mansilla - 82. Federico López - 83. Jonathan Guzmán - 84. Juan Esteban Molina                     | - 85. Juan Pablo Dotti - 86. Héctor Lucero - 87. Julián Barrientos - 88. Omar Azzem - 89. Gonzalo Miranda - 90. Sergio Aguirre                           | - 91. Luciano Martínez - 92. Sebastián José Tolosa - 93. Ariel Alejandro Sívori - 94. Federico Pagani - 95. Alan Sívori - 96. Walter Gastón Trillini              |
| C5N | Ciudad de Chivilcoy | Fundación Juan Curuchet | Ciudad de Junín |
| - 97. Federico Vivas - 98. Matías Ismael Torres - 99. Julio Fernando Gil Maidana - 100. Claudio Reybaud - 101. Mauricio Archiprete - 102. Agustín Martínez      | - 103. Ezequiel Sala - 104. Emiliano Trozzi - 105. Mauricio Trozzi - 106. Adrián Bozzini - 107. Braian Zanichelli - 108. Sacha De Andrea                      | - 109. Juan Darío Merlos - 110. Juan Ignacio Curuchet - 111. Agustín Fraysse - 112. Sebastián Di Feo - 113. Pablo De La Barrera - 114. Juan Gáspari      | - 115. Alejandro José Actón - 116. Darío Javier Pagliarici - 117. Emilio Rodríguez - 118. Carlos Blanco - 119. Leonel Fabre - 120. Marcos León Rodríguez          |

## Etapas
| Etapa   | Fecha        | Recorrido                 | km        | Ganador             | Líder             |
| Prólogo | 30 de enero  | Circuito en Vicente López | 40        | Alejandro Borrajo   | Alejandro Borrajo |
| 1ª      | 31 de enero  | Caseros - Mercedes        | 133       | Laureano Rosas      | Laureano Rosas    |
| 2ª      | 1 de febrero | Mercedes - Chivilcoy      | 140       | Cristopher Mansilla | Laureano Rosas    |
| 3ª      | 2 de febrero | Chivilcoy - Pergamino     | 185       | Laureano Rosas      | Laureano Rosas    |
| 4ª      | 3 de febrero | Circuito en Pergamino     | 133       | Alejandro Borrajo   | Laureano Rosas    |
| 5ª a    | 4 de febrero | Pergamino - Junín         | 90        | Laureano Rosas      | Laureano Rosas    |
| 5ª b    | 4 de febrero | Junín - Bragado           | 6,8 (CRE) | SEP San Juan        | Laureano Rosas    |
| 6ª      | 5 de febrero | Junín - Bragado           | 168       | Laureano Rosas      | Laureano Rosas    |
| 7ª a    | 6 de febrero | Bragado - Bragado         | 17 (CRI)  | Juan Pablo Dotti    | Laureano Rosas    |
| 7ª b    | 6 de febrero | Circuito en Bragado       | 102       | Laureano Rosas      | Laureano Rosas    |
| 8ª      | 7 de febrero | Mercedes - Buenos Aires   | 121       | Dario Raúl Díaz     | Laureano Rosas    |

## Clasificación final
| Posición | Ciclista          | Equipo                            | Tiempo      |
| -------- | ----------------- | --------------------------------- | ----------- |
|          | Laureano Rosas    | SEP San Juan                      | 22 h 40'07" |
| 2        | Leandro Messineo  | Nuevos Ferrocarriles Argentinos   | + 1'00"     |
| 3        | Juan Pablo Dotti  | Indubike-Colner                   | + 1'02"     |
| 4        | Mauro Agostini    | Sindicato Argentino de Televisión | + 1'13"     |
| 5        | Juan Melivillo    | Sindicato Argentino de Televisión | + 1'15"     |
| 6        | Fernando Antogna  | Nuevos Ferrocarriles Argentinos   | + 1'34"     |
| 7        | Alejandro Borrajo | Nuevos Ferrocarriles Argentinos   | + 1'35"     |
| 8        | Cristian Clavero  | Nuevos Ferrocarriles Argentinos   | + 1'44"     |
| 9        | Marcos Crespo     | Sindicato Argentino de Televisión | + 1'45"     |
| 10       | Andrey Sartassov  | SEP San Juan                      | + 1'55"     |